# Мукачівська дієцезія Римсько-католицької церкви

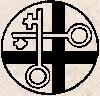
Мукачівська дієцезія Римсько-католицької церкви

Мукачівська дієцезія Римсько-католицької церкви — є складовою Римсько-католицької церкви в Україні із центром у Мукачеві. Створена Святішим Отцем Іваном Павлом II — 27 березня 2002 року. Юрисдикція Мукачівської дієцезії поширюється на структури Римсько-Католицької Церкви у Закарпатській області. Це — 45 парафій та 56 філій.

## Історія
Збереглося дуже мало письмово підтверджених даних про життя та діяльність християн в XI ст. Відомо, що з церков романського стилю на Закарпатті велике значення відігравала ужгородсько-горянська ротонда. В цей час діяло декілька парафій, наприклад у таких селах як Бобове, Ардієво, Дідове, Зміївка, Іванівка, Велика Бігань, Сюрте, Чорнотисів та Виноградів.
З 1346 р. Закарпаття стає частиною егерської дієцезії. З цього часу починається будівництво багатьох костелів не тільки у містах, а і в селах. Записи про цей період, що знаходяться в архіві Ватикану, підтверджують існування на території Закарпаття більше як 50 костелів.
23 березня 1804 року на Закарпатті було засновано самостійну Сату-Марську католицьку дієцезію, яку 9 серпня узаконив Папа Пій VII. Ця дієцезія крім Сату-Марської області, містила в собі такі області, як Мараморошську, Угочанську та Унгську. Духовний розвиток дієцезії можна прослідкувати, вивчаючи історію та знаючи про те, який вид діяльності був важливим для її правлячих єпископів.
Під керівництвом др. Бороміссо Тібор — до І Світової війни — створено нові заклади, в яких надавалася соціальна допомога, спрямована на зростання духовного життя вірників. В цей період існувала Республіка рад, з прийняттям Тріанонського Декрету Миру відбувся поділ дієцезії. У цьому новому становищі єпископ намагався налагодити відносини між дієцезією та румунською державою. Влада єпископа розповсюдилася на дієцезії, розташовані на території Чехословаччини, таким чином він зміг встановити Ужгородську Апостольську Адміністрацію. Наперекір кордонам владика дуже добре керував угорською та закарпатською територією. Під час керівництва др. Бороміссо Тібора вступив у дійсність у 1917 році Кодекс Церковного права. У 1926 році єпископ склав Статут Сату-Марської дієцезії.
7 липня 1929 року святим Престолом заключено конкордатум з Румунією, який дивлячися на трансільванську угорську католицьку Церкву містив в собі багато образливих пунктів. З цього дня сату-марський ординарій перестав мати правову владу над тією частиною дієцезії, яка належала до Угорщини, якою керував з 1-ого жовтня 1923 року за допомогою зовнішнього вікарія. Також Сату-Марська дієцезія втратила правову владу над територією Закарпаття, котре належало до Чехословаччини, якою керував з 8-ого березня 1923 року зовнішній вікарій др. Тагі Абріш. Незалежно від географічного розташування кордонів, Церква і надалі продовжувала сату-марську правову практику. В 1930 році із закарпатської частини дієцезії утворилася Апостольська Адміністрація з центром у місті Ужгород, під керівництвом Ференца Свободи. За першою віденською угодою (2 листопада 1938 року) з осені 1938 року швидко почалося впорядковування церковного правління тих частин Чехословаччини, які населяли угорці («Felvidek») і які повернулися до Угорщини. Святий Престол об'єднав парафії Сату-Марської дієцезії, які знову із Закарпаття потрапили в Угорщину з Меркською Апостольською Адміністрацією, яка знаходилася на Угорській території. За буллою Святого Престолу, яка була видана 19 липня 1939 року цією територією керував кошицький єпископ Іштван Модорас. Через дуже короткий період часу змінилися кордони. За другою віденською угодою (30 серпня 1940 року) велика частина Партіума і північна частина Трансільванії знову почали належати Угорщині.
23 липня 1940 року (ще до другої віденської угоди) Святий Престол призначив єпископом Сату-Марсько-Орадейської дієцезії монаха П. Напгольц Пала SJ. Призначений єпископ Святому Престолу запропонував свій відказ та надіслав відмову, яку Ватикан прийняв і керівництво дієцезії було доручено Мартон Арону.
З 17 травня 1942 року в Сату-Марській дієцезії, до складу якоі входила і Римсько-Католицька Церква Закарпаття, єпископом став др. Шеффлер Янош, як ієцезійний єпископ, а в Орадейській дієцезії, і як апостольський адміністратор.
Внаслідок другої віденської угоди ці дві дієцезії інтегрувалися в угорську церковну організацію. Закарпаття знову приєдналося до Сату-Марської дієцезії..

## Римсько-Католицька церква Закарапаття за часів СРСР і після його розпаду

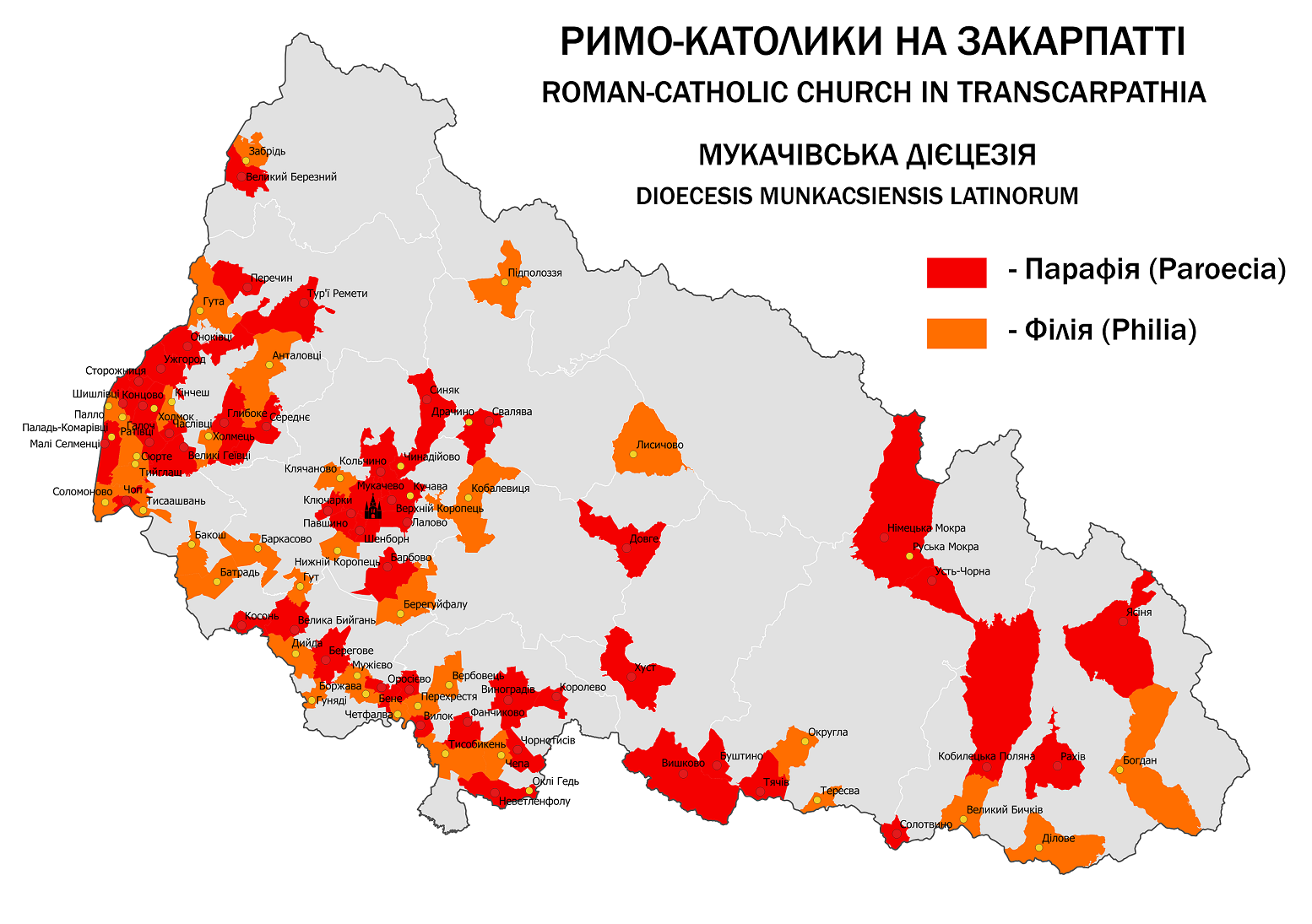
Римсько-католицькі парафії в Закарпатській області (2020)

1944 року, коли на Закарпаття прийшла Радянська Армія, керівництво Закарпаття з єпископського центру стало неможливим, тоді Шеффлер призначив єпископським вікарієм берегівського архідекана Пастор Ференца. Ще назвав двох інших вікаріїв на випадок, якщо Пастор Ференцу будуть перешкоджати в його діяльності. За паризькою угодою миру (10 лютого 1947 року) Сату-Марську дієцезію поділили на чотири частини. У Чехословаччині залишилось − 13 парафій, в Угорщині − 27, в Закарпатті − 40, а в Румунії − 55.
Радянський терор не обійшов і Закарпатську Римсько-Католицьку Церкву; священників засуджували як зрадників Вітчизни та бунтівників. В цій небезпечній ситуації управляти Церквою було дуже складно. В часи комунізму всіма церковними діями керувало Управління у справах релігій. Без погодження державних органів не можна було ні одного священика перевести в другу місцевість. Через політичний гніт, вікарії ніколи не могли видати загальне, дійсне для кожного костьолу розпорядження. Найбільше наказували отців за катехизування дітей.
В житті Закарпатської Римсько-Католицької Церкви сталися позитивні зміни тоді, коли весною 1989 року в Закарпаття приїхав кардинал др. Пашкаї Ласло, естергомський архієпископ. Після візиту архієпископа керівники Радянського Союзу дозволили, щоб на території Закарпаття проводили душпастирську діяльність священики з Угорщини. А вже 1 листопада 1990 року в Закарпаття прибули монахи з Чехословаччини.
28 березня 1992 року Святий Престол призначив Ординарієм Закарпатської Римсько-Католицької Церкви архієпископа Антоніо Франко, Апостольського Нунція в Україні. Він прибув у Закарпаття, у місто Мукачеве і 13 серпня того ж самого року підтвердив призначення Йожефа Чаті на посаду генерального вікарія.
Після смерті отця Йожефа Чаті, у березні місяці 1993 року архієпископ Антоніо Франко, вислухавши думку працюючих тут священників, призначив генеральним вікарієм солотвинського пароха отця Лайоша Гудру і відповідно до мовних територій призначив раду священників і вікаріїв.
За рішенням Святого Престолу 14 серпня 1993 року була утворена Римсько-Католицька Апостольська Адміністрація Закарпаття. Першим апостольським адміністратором Закарпаття став архієпископ Антоніо Франко — Апостольський Нунцій в Україні. 16 грудня у мукачівському римсько-католицькому костьолі виголосили Папську буллу про утворення Апостольської Адміністрації Закарпаття. Через велику відстань отцю нунцію важко було керувати закарпатською Церквою. Кожного року на Різдво та на Воскресіння Христове, він зустрічався зі своїми священиками, зрештою всі свої церковні справи вирішував за допомогою геерального та єпископського вікарія — отця Лайоша Гудри.
9 грудня 1995 року Папа Іван Павло II єпископом-помічником Закарпатської Апостольської Адміністрації призначив керівника виноградівської францисканської місії — Майнек Антала Майнек. Після смерті отця Лайоша Гудри (17 грудня 1995 року), Майнек Антал став генеральним вікарієм.
6 січня 1996 року Папа Іван Павло II в Римі урочисто висвятив Майнек Антала єпископом. Отець нунцій надав новопризначеному генеральному вікарію всі права до керівництва всією душпастирською діяльністю, за винятком священицьких висвячень та їх диспозицій. 7 жовтня 1997 року Святійший Отець призначив Майнек Антала ординарієм Римсько-Католицької Апостольської Адміністрації Закарпаття.
Однією з найвизначних подій для вірників Римсько-Католилької Церкви Закарпаття стало утворення Святішим Отцем Іваном Павлом II Мукачівської Дієцезії для римо-католиків на території Апостольської Адміністрації Закарпаття. Водночас Його святість призначив Преосвященство Владику Антала Майнека, апостольського Адміністратора Закарпаття, першим Єпископом Мукачевого для римо-католиків. Цю подію оголосили 27 березня 2002 року..

## Єпископи
- Антал Майнек (2002-2022)
  - Микола Петро Лучок (2019–2022)
- Микола Петро Лучок (з 2023), апостольський адміністратор sede vacante et ad nutum Sanctae Sedis (2022-2023)

## Джерело
- http://munkacs-diocese.org/ua [Архівовано 23 січня 2019 у Wayback Machine.]